# Glia by, Bromma
Glia by var namnet på en förhistorisk boplats, i nuvarande stadsdelen Riksby i Bromma socken i Västerort i Stockholm.
Glia by låg på platsen där nu Bromma flygplats ligger. Glia by fanns från 500-talet fram till slutet av 1700, alltså i 1200 år. Även förhistoriska boplatsrester har av arkeologer påträffats nära gravfältet. Den medeltida och senare bebyggelsen vid Glia låg på den mark som idag är flygfältet. I samband med att flygfältet byggdes undersöktes området arkeologiskt. Undersökningarna kom att omfatta såväl förhistoriska gravar och förhistorisk bebyggelse som reser från byn under medeltid och senare fram till dess byn lades ned före år 1789.
Glia by började bebyggas under 500-talet e.Kr. Under äldre järnålder var platsen vid nuvarande Bromma flygfält en havsvik. Namnet Glia kan ha uppkommit när den förhistoriska boplatsen etablerades och låg vid havsviken; kanske glittrade det i vattnet. Namnet är ett gammalt bäcknamn, Glia, som är bildat till samma stam som ordet gli, det vill säga fiskyngel, och med betydelsen glänsande, glittrande. Om det fanns någon bäck i äldre tider på eller intill gårdstomten är mycket ovisst, men flera källsprång börjar här omedelbart intill gravfältet och på den äldsta kända tomtplatsen, och i ängen nedanför måste ganska stora vattensamlingar redan på ett tidigt stadium har bildats innanför strandlinjen.
Under äldre järnålder började gravfältet, som idag ligger vid den västra delen av Bromma flygfält, redan att användas. Fram till 1000-talets mitt anlades gravar på gravfältet. I samarbete med Stockholms stadsmuseum har Bromma hembygdsförenings satt upp en skylt vid gravfältet.
Den runsten som tidigare stod vid Glia gravbacke flyttades till sin nuvarande plats i samband med att Bromma flygfält byggdes.
Det är den gamla landsvägen som går mellan Ulvsunda och Bromma kyrka. Vägen går genom södra delen av gravfältet. Den kan möjligen vara betydligt äldre och ha bundit samman flera av de förhistoriska gårdarna, bland annat Ulvsunda slott, Linta by och Glia.
Inom Riksbys område låg en gång Riksby gård. Gården låg sannolikt vid nuvarande skola intill Riksbyvägen 40-44. Vid Riksbyvägen 49, strax väster om skolan, påträffade Nils Ringstedt i mars 2014 en husgrund på en höjdsträckning. Grunden är sannolikt vad som är kvar av Riksby gård och är byggd av stora stenar, en knapp meter hög och mäter 7x14 meter. När gården byggdes är inte känt.

## Gliavägen
Gliavägen är troligen Brommas äldsta väg. Den gick från Ulvsunda till Bromma kyrka. Det är möjligt att vägen anlades redan under förhistorisk tid. Under äldre tider var vägen en av huvudlederna i Bromma. Viktigare var det dock med vattenlederna. Gliavägen förenade tre byar, nämligen Ulvsunda, Linta och Glia, och gick genom utmarken Hammaren fram till Bromma kyrka. Innan flygfältet byggdes gick vägen över marken där flygfältet nu är. Vägen tar nu en sväng söderut. Sedan går vägen längs västra sidan av flygfältet fram till koloniområdet vid Kortenslund, Koloniträdgårdsföreningen Linnéa. Genom koloniområdet når Gliavägen fram till stadsdelen Bromma kyrka. På det nuvarande flygfältet finns det inga synliga spår av att en by har legat där. Därför är det svårt att veta exakt var byn har legat.

## Etableringen av Glia by

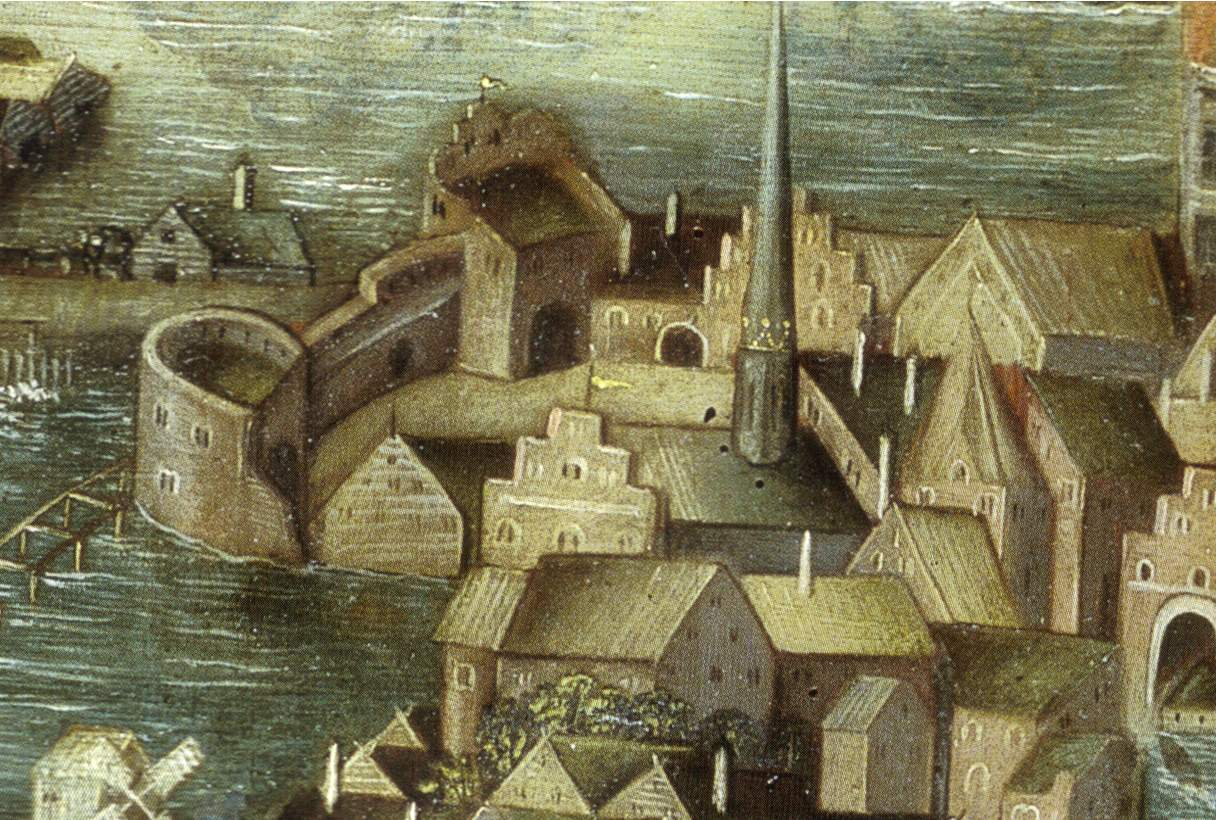
Helgeandshuset skymt av Gråbrödraklostrets takryttare på Vädersolstavlan 1535. Redan år 1433 donerades godzet Glia till Helgeandshuset i Stockholm. Byggnaden stod kvar till omkring 1604 och gav namnet till ön Helgeandsholmen.

Glia etablerades som en ensamgård under tidig vendeltid, alltså i början av 500-talet e.Kr. Glia är en av de äldsta bebyggelseenheterna i Bromma tillsammans med Beckomberga och Linta. Glia historiska bytomt har totalundersöktes. Ett förhistoriskt hus har grävts ut i samband med flygfältsbygget. Fynd gjordes bland annat av 10 mynt från 1400-talet till 1763. Stockholms stadsmuseum påträffade hösten 1997 ytterligare flera härdar och stolphål i äldre åkermark sydväst om gravfältet från det förhistoriska Glia. Även fragment av en nit, en spik och av två keramikkärl samt en löpare till en handkvarn påträffades. Ytterligare gravar kom fram vid undersökningen.
Jordeboken för år 1539 nämner två lantbönder, Morthen och Michel, i Glia. Från och med 1540-talet är en av de två gårdarna i byn hospitalshemman och den andra kronohemman. Under medeltiden är Glia i Bromma nämnt ett par gånger, dels 1409 och dels 1433, då "godzet Glia" av Erich Tans änka Bencta Eriksdotter doneras till Helgeandshuset, Stockholm.

## Byggnadernas utformning

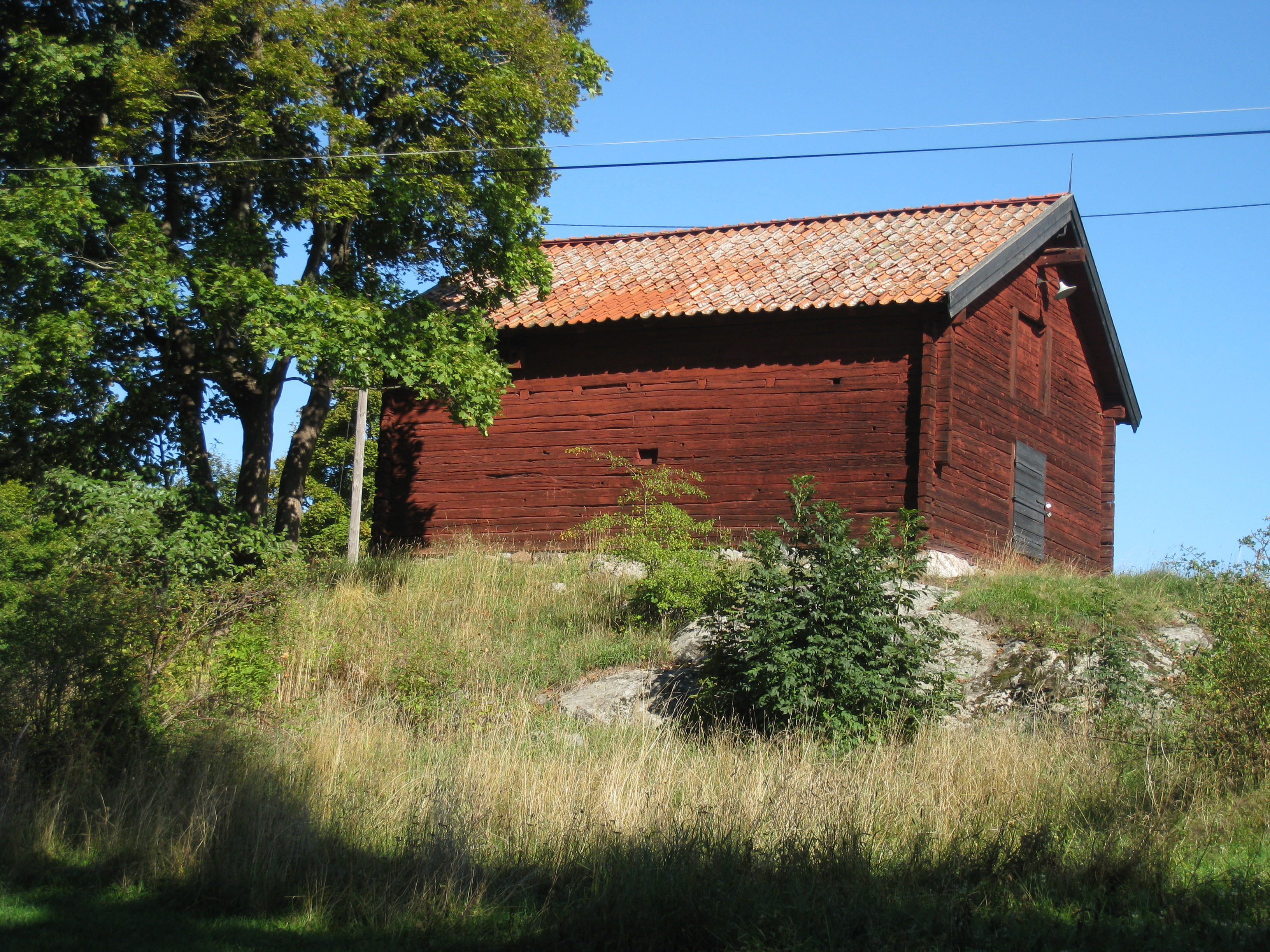
Exempel på timrad stuga. Fatburen vid Ängby slott i Norra Ängby i Bromma. Fatburen är en gammal förrådsbyggnad, som ligger på höjden till höger om Stora Ängby slott och uppfördes på 1690-talet. Den anses vara Stockholms äldsta träbyggnad.

Glia bys byggnader antas ha utgjorts av enkla, timrade stugor med öppna spisar, delvis uppförda i tegel. Hans Hansson anser att det är anmärkningsvärt att inte en enda skärva av fönsterglas anträffats. Glasskärvor och blyspröjsar ”har funnits i husgrunder, uppförda först vid 1700-talets slut och 1800-talets början”. Husen har inte härjats av eld. De har fått förfalla. Vid 1700-talets mitt övergavs en stuga och de övriga före år 1789. Avskrädes samlades ihop på en sopbacke under den sista tiden av byns tillvaro. Om detta vittnar sönderslaget krukmakargods och grytor av gjutjärn samt en mängd djurben.

## 1600- och 1700-talen

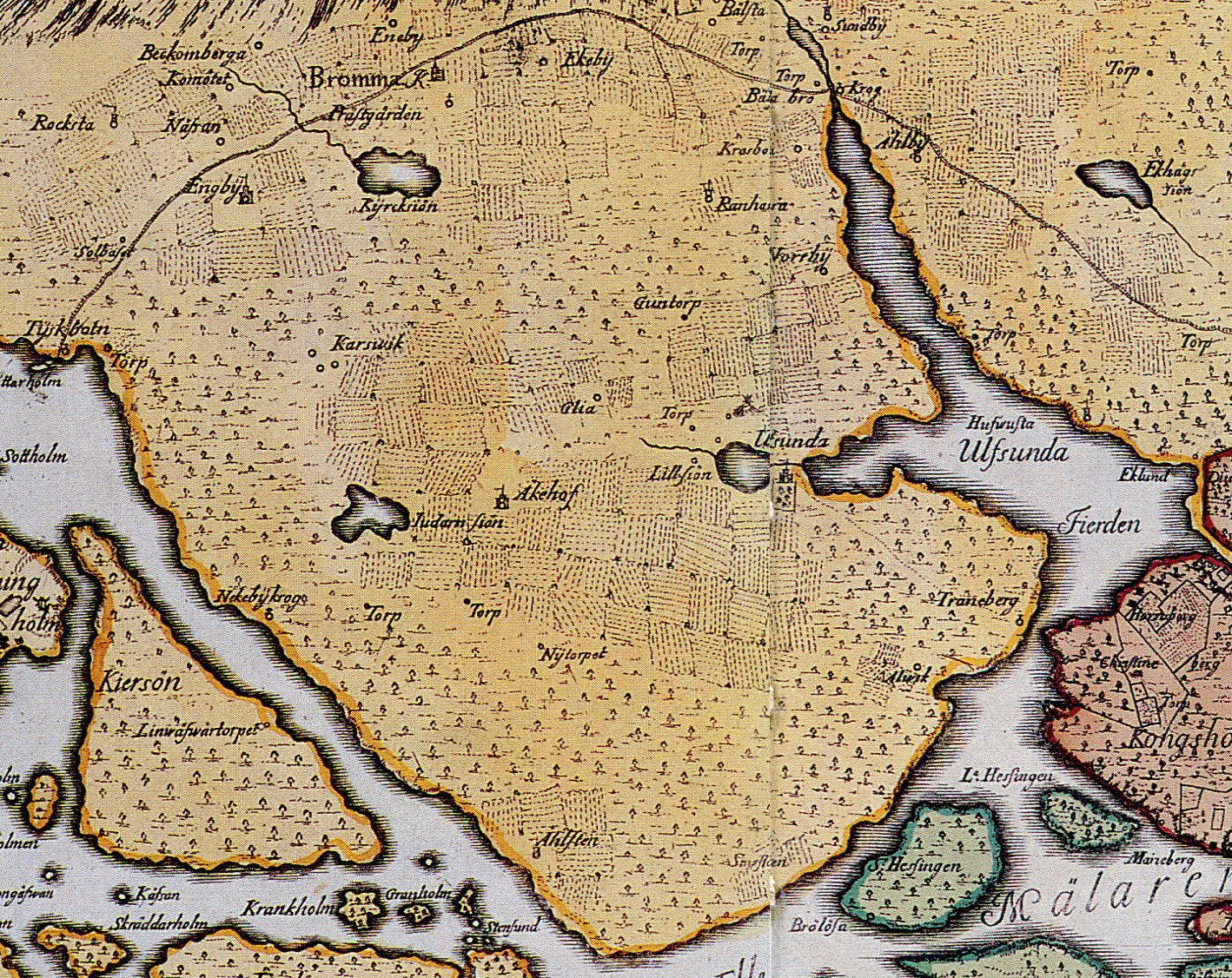
Brommakarta från 1750. Georg Biurmans karta.

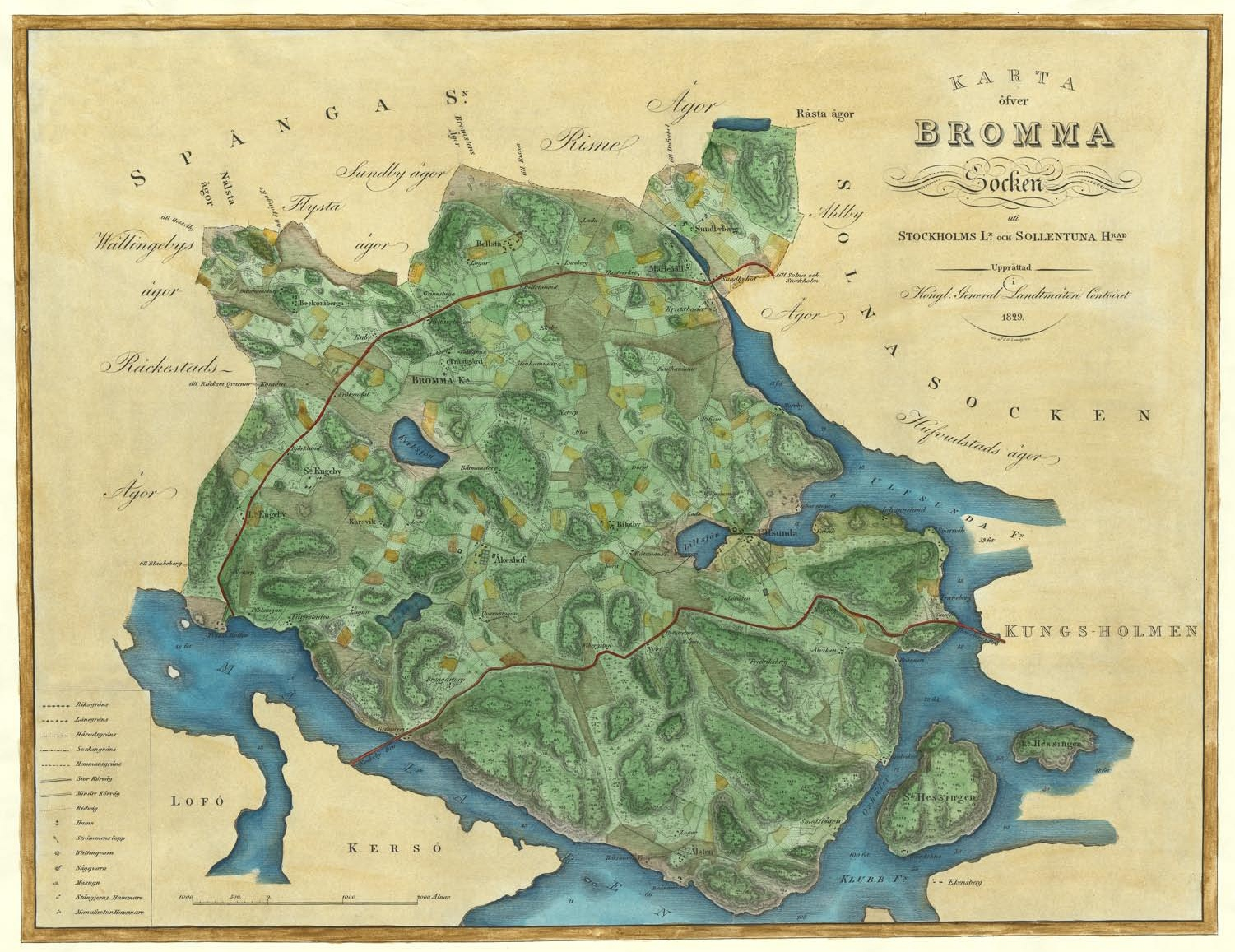
Karta öfver Bromma Socken uti Stockholms län och Sollentuna härad, 1829. Kongl. General Landtmäteri Contoiret.

I slutet av 1600-talet bestod byn av fyra gårdar. Utvidgningen kan bero på att Glia omkring 1630, då byn var öde, kom att ingå i Peter Grönbergs säteri på Ranhammars gård. Tre gårdar av fyra brukades som torp. Den återstående var frälsehemman. Ulvsunda ägde Linta by och köpte år 1684 Ranhammar och Glia. En del av Lintas ägor lades till frälsehemmanet. På Glias ägor anlades torpet ’’Nytorpet’’ före år 1700.
Gårdarna Glia och Ranhammar fördes i reduktionen 1690 till kavalleriet. Båda hemmanen skattlades år 1691 till ¾ dels mantal. Förutom dessa gårdar finns på 1640-talet ett frälsetorp Glia. Det slogs samman med en del av Linta by. Det var till en början på ett ½. År 1710 blev det ett ¼ mantal i sambruk med Ulvsunda säteri. Det var då som Erik Matsson i Glia, enligtsockenstämmoprotokoll 1746, stod i skuld med en stock timmer till kyrkan. Enligt sockenstämmoprotokoll i juli 1755 skulle Anders Olsson i Glia lämna 5 1/3 fjärding råg och korn. Torparen var registrerad för 2/3 mantal liksom Eric Matsson.

## De tre nyanlagda gårdarna och torpen på 1740-talet
Torpet Glia låg på den södra delen av nuvarande Bromma flygfält vid Gliavägen i Riksby. Vid Glia fanns vid 1600-talets slut tre torpare. År 1743 fanns fem torp. De gjorde dagsverken på Ulvsunda. På 1743 års karta förekommer namnet Glia på torp. Glia-namnet har också funnits på vikingatida och medeltida byar, på ett frälsehemman och på ett kronohemman. De tre torpen Dorpt, Nytorpet och Stenhammar har också legat på Glias ägor. Under slutet av 1700-talet existerade de tre torpen, men de ödelades 1830-1850. Det framgår av sockenstämmoprotokoll 1746 att Eric Matsson i Glia resterade med en stock timmer till kyrkan. Enligt sockenstämma 27 juli 1755 skulle torparen Anders Olsson i Glia utge 5 1/3 fjärding råg och korn. Torparen var skriven för 2/3 mantal. Detsamma gällde torparen Eric Matsson, gift med Margareta Andersdotter.

## Glia by försvann kort före 1789
Glia by försvann kort före 1789 och ersattes med tre nyanlagda enstaka gårdar eller torp, torpet Glia kronohemman på den gamla gravbacken med manbyggnaden belägen på gravarna 39 och 43, torpet Dorpt på den större holmen i åkern mellan gravfälten nr 25 och 26 samt torpet Stenhammar intill Ekeby-gränsen vid den nyanlagda vägen mellan Ranhammar och Bällsta, i den nuvarande stadsdelen Riksby. Glia kronohemman och Nytorpet lades öde före 1829. Dorpt och Stenhammar lades öde före 1852.

## Byn Glia kom att ingå i Peter Grönbergs säteri Ranhammar
Byns utvidgning under 1600-talet beror säkerligen på att Glia omkring 1630, då byn låg öde, kom att ingå i Peter Grönbergs (1570-1632) säteri på Ranhammar. Tre gårdar i Glia brukades då som torparbostäder. Den fjärde gården, frälsehemmet, fanns redan 1647 och de hithörande ägorna utvidgades genom att Ulvsunda, som redan ägde Linta, 1684 förvärvade familjen Grönberg Ranhammar jämte Glia. Då lade man till frälsehemmanet en del av det forna Linta ägor. Före 1700 hade ännu ett torp, Nytorpet, anlagts på Glia ägor intill de avsides liggande åkrarna nordost om utmarken Hammaren.
Riksdagsman och kommissarie Peter Grönberg (1570-1632) adlades Grönberg 1631 till Ranhammar i Bromma socken och Sundsör i Turinge socken, båda i Stockholms län. Han var född 20 maj 1570 i Söderköping och sändes till Danzig. Efter en tjänst i Polen i tre år kom han åter till Danzig till en köpman, hos vilken han var i tre år. Därefter blev han handlande i Stockholm och en av borgerskapets äldste, två år senare blev han rådman och riksdagsman och ytterligare några år därefter blev han direktör i svenska handelskompaniet. Han blev kunglig kommissarie 1624 och var därefter kyrkvärd för Storkyrkan i Stockholm under fem år. Han var gift två gånger, första gången med Margareta Mårtensdotter med vilken han fick fyra barn och andra gången med Brita Trotzig med vilken han blev far till åtta barn. Peter Grönberg avled 5 april 1632 i Hamburg och begravdes i Storkyrkan i Stockholm, där hans vapen uppsattes.

## De tre torpen
Torpet Glia låg på den södra delen av nuvarande Bromma flygfält vid Gliavägen i Riksby. Vid Glia fanns vid 1600-talets slut tre torpare. År 1743 fanns fem dagsverkstorp. De gjorde dagsverken på Ulvsunda. På 1743 års karta förekommer namnet Glia på torp. Glia-namnet har också funnits på vikingatida och medeltida byar, på ett frälsehemman och på ett kronohemman. De tre torpen Dorpt, Nytorpet och Stenhammar har också legat på Glias ägor. Under slutet av 1700-talet existerade de torpen, men de ödelades 1830-1850. Det framgår av sockenstämmoprotokoll 1746 att Eric Matsson i Glia resterade med en stock timmer till kyrkan. Enligt sockenstämma 27 juli 1755 skulle torparen Anders Olsson i Glia utge 5 1/3 fjärding råg och korn. Torparen var skriven för 2/3 mantal. Detsamma gällde torparen Eric Matsson, gift med Margareta Andersdotter. Glia by upphörde 1789 och ersattes istället av Glia kronohemman, en tid av frälsehemman, som i sin tur upphörde före 1829.
Torpet Dorpt låg på Glias ägor i stadsdelen Riksby på samma ställe som det gamla Glia frälsehemman. Strax före 1789 anlades torpet. Det gamla Glia by kan ha försvunit ungefär samtidigt. Torpet sorterade under Ulvsunda slott. Hans Hansson i Dorpt antogs 1776 till sexman för Ulvsunda rote. Han nämns till exempel i husförhörslängd 1785. I husförhörslängd 1779-1807 omnämns Dorpt och det torde ha ödelagts före 1852. Möjligen var det ett frälsetorp. På 1829 års karta kan Dorpt lokaliseras till det numera bebyggda området mellan Linta bys område och den skogklädda höjden norr om Riksby koloniträdgårdsområde. Torpet Dorpt var öde före 1852.
Torpet Stenhammar låg intill gränsen till Ekeby i nuvarande stadsdelen Riksby. Det låg vid en väg, som gick mellan Ranhammar och Bällsta, och som anlades före 1789. Torpet Stenhammar kan ha hört till Ulvsunda. Det anlades kort före 1789. Torpet nämns jordeboken 1777, husförslängden 1779-1807 och finns på kartor från 1743, 17809. Torpet lades öde före 1852. I jordeboken för 1777 omnämns det som ryttarstuga. En jämförelse mellan 1829 års karta och nutidskarta tyder på att torpet låg cirka 700 m rakt väster om Ranhammar, det vill säga idag Bromma inrikeshall. På torpplatsen är idag Bromma flygfält. Torpet Stenhammar var öde före 1852.

## Arkeologiska undersökningar på 1930-talet
Gravplatsen har använts av bönder vid Glia by. Gravfältet vid Glia (RAÄ39) är från yngre järnålder och har använts från 500-talets mitt e.Kr. till 1000-talets mitt. När man anlade Bromma flygfält företogs arkeologiska undersökningar såväl på gravfältet som på den sedan 1700-talets slut avhysta byns tomtplats. Undersökningarna kom att omfatta såväl förhistoriska gravar, förhistorisk bebyggelse som rester från byn under medeltid och senare fram till dess byn lades ned före år 1789. I mitten av 1930-talet röjdes gravfältet fram i samband med att Bromma flygfält skulle byggas och det undersöktes då arkeologiskt. Ett förhistoriskt hus grävdes också ut på 1930-talet och Glia historiska bytomt totalundersöktes också i samband med flygfältsbygget.

## Glia gravfält
På gränsen mellan Glia, Riksby och Linta ligger ett gravfält, Glia gravfält, som består av 35 rösen, jordblandade rösen och stensättningar. Under förhistorisk tid har gravfältet sannolikt legat på en nu försvunnen och för oss namnlös by.

## Glia runsten

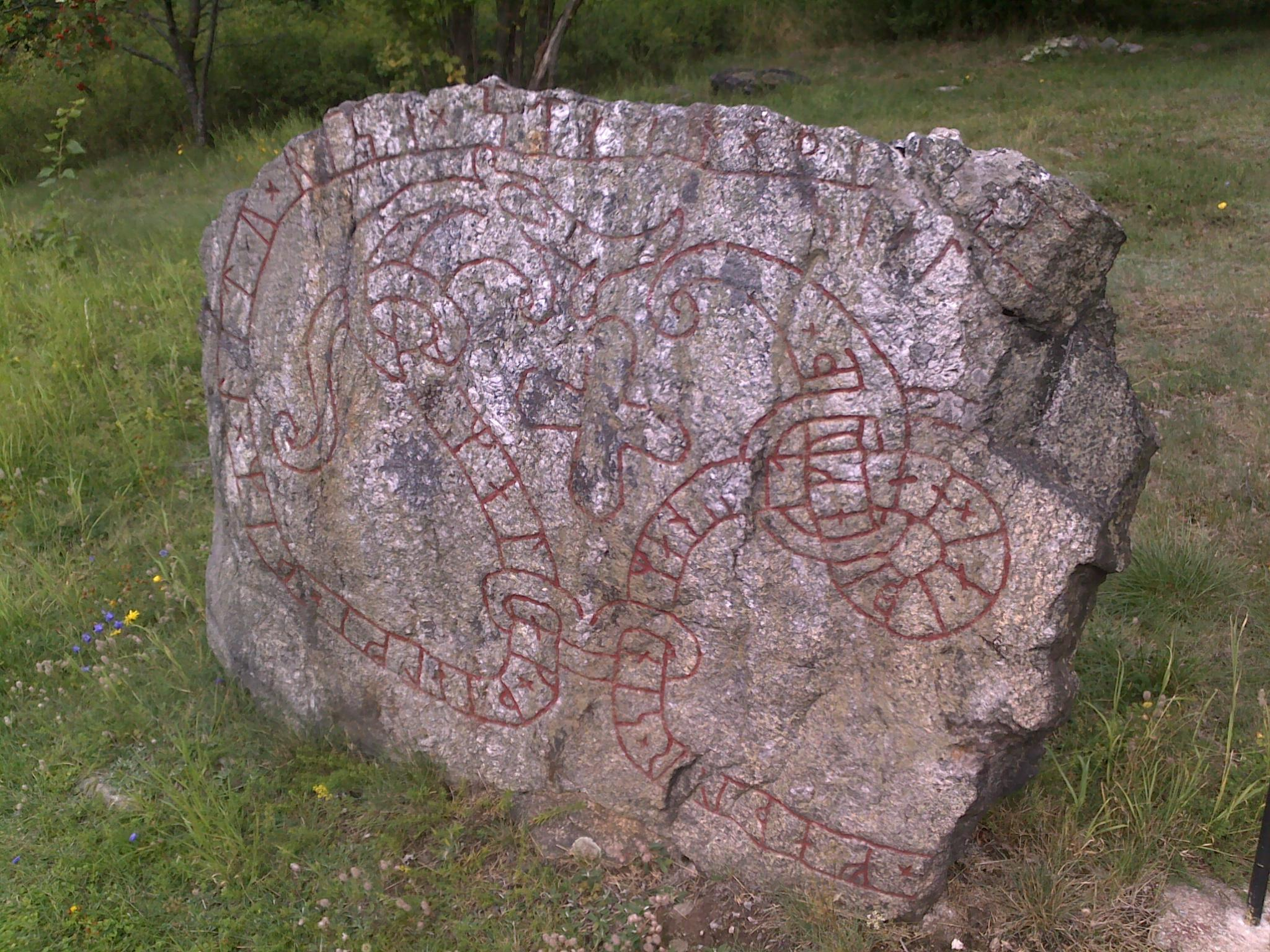
Glia runsten eller Upplands runinskrifter 56 eller Gliastenen från 1000-talet står inne på flygfältsområdet. Dess överdel och högra sida är skadade.

Intill gravfältet står en runsten, den så kallade Gliastenen, Glia runsten eller Upplands runinskrifter 56, som i sen tid är återupprest på denna sin nuvarande plats. Inskriften på runstenen lyder: "Gammal och Tjälve de läto resa denna sten efter sin fader, en dugande man. Gud hjälpe hans själ!"

## Arkeologiska fynd
Vid den arkeologiska undersökningen gjorde man fynd av mynt från 1400-talet, liksom fynd av husgeråd med mera.
Vidare påträffade man då 61 gravar bestående av högar, stensättningar och rösen och av dem undersöktes 16 gravar i den östra delen av gravfältet. Undersökningarna visade att gravfältet använts under ett halvt årtusende från folkvandringstidens senare del (500-talet) till 1000-talets mitt eller senare hälft. Rester från den förhistoriska byn undersöktes omedelbart intill gravbacken. Byn låg ungefär 100 m längre österut under medeltiden. Daterbara kulturlager fanns dels omkring härden och dels på stugans plats, som anger de två medeltida gårdarnas läge. Två landbönder, Morthen och Michel i Glia, nämns i 1539 års jordebok. En av de två gårdarna i byn är från och med 1540-talet hospitalhemman och den andra kronohemman.
Ännu vid 1600-talets början fanns gårdarna kvar. På den eldhärjade tomten byggdes sedan, sannolikt redan på 1630-talet, den nya byn, som så småningom utvidgades, så att den före århundradets slut bestod av fyra gårdar. Lantmätaren Jacob Brauns karta 1690 visar endast två gårdstecken vid Glia, men detta beror på att Braun och flera andra med honom samtidiga lantmätaren endast anger huvudgården enligt jordeböckernas mantalsbeteckningar.